# Aldebert de Grasse
Aldebert de Grasse est un prélat français, évêque d'Antibes de 1026 à 1050.